# Heloxycanus patricki
Heloxycanus patricki är en fjärilsart som beskrevs av John S. Dugdale 1994. Heloxycanus patricki ingår i släktet Heloxycanus och familjen rotfjärilar. Inga underarter finns listade i Catalogue of Life.